# 米倉忠信
米倉 忠信（よねくら ただのぶ、1968年8月22日 - ）は、埼玉県出身の元プロ野球選手（捕手）・ブルペン捕手。

## 来歴・人物
狭山ヶ丘高校から東都大学野球リーグに所属する拓殖大学に進学。大学時代は控え捕手、外野手で、4年間のリーグ戦では2部で1打席しか立っておらず完全に無名の存在であった。
大学4年次に思い出作りとして、高校時代に続いて読売ジャイアンツの入団テストを受験したが、打撃を評価されテストに合格し、1989年のドラフト外で入団した。 同年のジャイアンツのドラフト外入団選手には柏田貴史、出口幸夫らがいた。なお拓大出身者としては、中尾明生、山本良材に続いて3人目のプロ野球選手となった。 当時のジャイアンツ捕手陣は、山倉和博の衰えが顕著となり、また故障がちであった中尾孝義のバックアップとして村田真一が台頭し、それらに次ぐ若手捕手陣が群雄割拠の様相を呈していた時期でもあったが、アマチュア時代の実績が皆無であった米倉は2軍でも出場機会はほとんど与えられず、1991年シーズン後に入団から僅か2年で戦力外通告を受けた。戦力外通告と同時にブルペン捕手転向を打診されたこともあり現役を引退し、1992年よりブルペン捕手となった。 以降、米倉と同時期にブルペン捕手に転向した山本幸二と2人体制で、第2次藤田元司監督末期から第2次長嶋茂雄監督全期を通してジャイアンツの投手陣を陰ながら支え続けた。
また、ブルペン捕手と並行して打撃捕手も兼務していた為、他球団から移籍し巨人特有のプレッシャーから不振に陥った実績のある選手(阿波野秀幸、広沢克、河野博文、石井浩郎ら)に対し、 裏方から見た「第三者の視点」として適切なアドバイスを各選手に与え、良き相談相手として投手・野手の垣根を超えて絶大な信頼を得た。
2001年シーズンを最後に退団し、会社員に転身。
退団時、監督を勇退した直後の長嶋茂雄から「君の背中には一生"元・巨人軍"がついてまわるから肝に銘じて頑張りなさい」と ”巨人軍”という看板の重さを自覚し生きて行くことの覚悟を語り、叱咤激励を受けたという。

## 詳細情報

### 年度別打撃成績
- 一軍公式戦出場なし

### 背番号
- 67（1990年-1991年)
- 99（1992年-2001年)